# Banšćica
Banšćica falu Horvátországban Krapina-Zagorje megyében.

## Fekvése
Zágrábtól 21 km-re, községközpontjától 3 km-re északra a Horvát Zagorje területén a megye déli részén fekszik. Közigazgatásilag Gornja Stubicához tartozik.

## Története
A településnek 1857-ben 107, 1910-ben 197 lakosa volt. Trianonig Zágráb vármegye Stubicai járásához tartozott. 2001-ben 216 lakosa volt.

## Külső hivatkozások
Gornja Stubica község honlapja